# Jack Russell Terrier

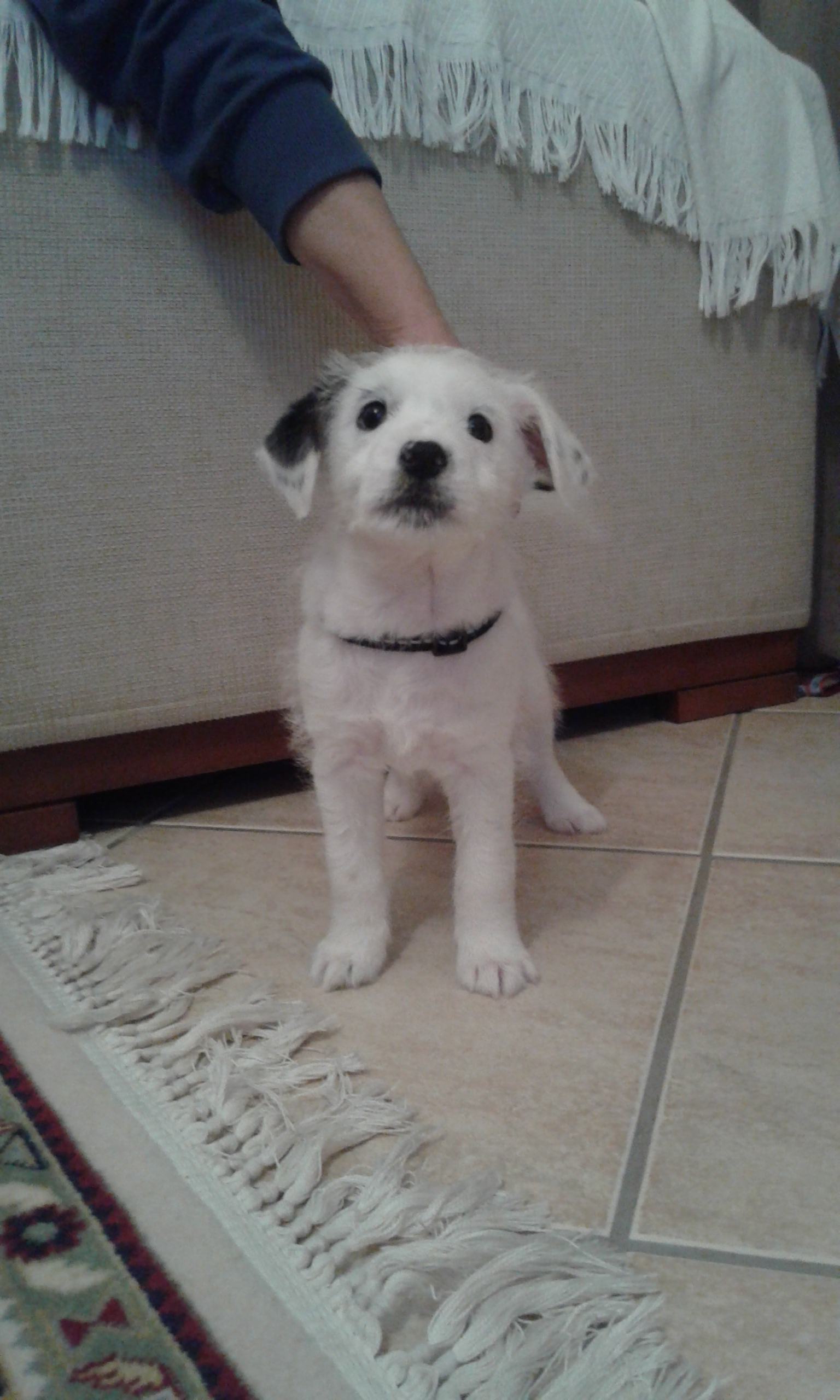

Jack Russell Terrier este o rasă de câine de talie mică. Acest câine este dispus să alerge încontinuu, deoarece este foarte energic. Nu se împacă prea bine cu alți câini.
Această rasă era folosită pe vremuri în Anglia pentru vânătoarea de vulpi. Are pieptul mic pentru a se strecura în vizunile acestora, urechi pleoștite, păr scurt, iar blana este de culoare albă pătată cu maro, negru, roșcat sau o combinație între acestea. Are labe scurte și foarte musculoase, agil, cap mic, ochi plini de viață, ușor bulbucați, pe care ploapele se lipesc strâns și au forma unei migdale.
Nu este greu de îngrijit un Jack Russell Terrier, dar  trebuie multă răbdare. Pentru că este un câine activ, are nevoie de un spațiu în care să facă foarte multă mișcare.
Jack Russell Terrier este indicat persoanelor active, răbdătoare și stăruitoare. Este un câine competitiv. Jack Russell Terrier este un mixaj între Fox Terrier cu blana sârmoasă și Terrierul englez.